# Horisme brunneata
Horisme brunneata là một loài bướm đêm trong họ Geometridae.